# Narendra Modi
Narendra Damodardas Modi (Vadnagar, 17 september 1950) is een Indiaas politicus van de Bharatiya Janata-partij (BJP) en huidig minister-president van India.
Onder Modi's ambtstermijn heeft India te maken gehad met democratische erosie, of de verzwakking van de democratische instellingen, individuele rechten en vrijheid van meningsuiting.

## Biografie

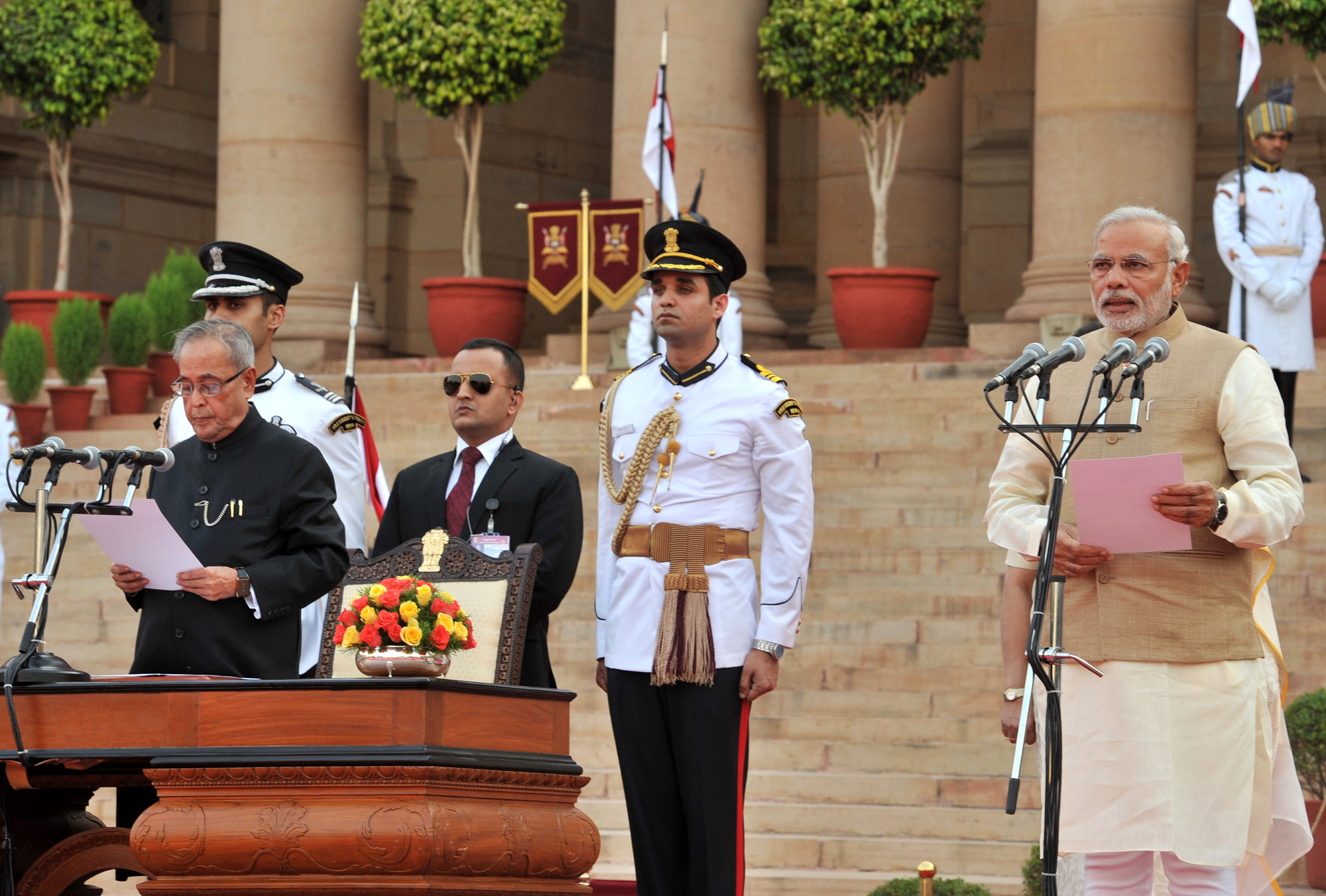
Narendra Modi legt de eed af als premier met geheel links toenmalig president Pranab Mukherjee (26 mei 2014)

Modi werd geboren als derde in een gezin met vier kinderen. Zijn vader behoorde tot de kaste van de Ghanchi's. Tijdens zijn kind- en tienerjaren runde Modi samen met zijn broer de theekraam van hun vader. Als volwassene studeerde hij aan de universiteiten van Delhi en Gujarat. Hij behaalde een master in de politieke wetenschappen. Zijn belangrijkste vorming kreeg hij echter in de rangen van de Rashtriya Swayamsevak Sangh (R.S.S., het korps van nationale vrijwilligers, een rechtse paramilitaire Hindu organisatie) waar hij als kind al lid van werd.

### Politieke carrière
Na zijn studie begon Modi in 1988 zijn politieke carrière als secretaris van de afdeling Gujarat voor de Bharatiya Janata-partij (BJP). Medio jaren negentig werd Modi nationaal secretaris en in 1998 secretaris-generaal van de BJP. 
Van 2001 tot 2014 was hij de 14de chief minister van de deelstaat Gujarat. Modi's rol bij de rellen in Gujarat in 2002, waar in drie weken tijd naar schatting duizend moslims werden gedood, is omstreden. Modi wordt ervan beschuldigd niets in de weg te hebben gelegd aan de agressie van de hindoes tegen de moslims. Gujarat was in economisch opzicht een succesverhaal tijdens Modi's ambtsperiode. 

#### Eerste ambtstermijn (2014-2019)
Bij de parlementsverkiezingen van 2014 leidde Modi de BJP naar een spectaculaire overwinning. De BJP verwierf met 282 zetels de absolute meerderheid in de Lok Sabha, de eerste keer sinds de verkiezingen van 1984 dat een partij dit presteerde en de eerste keer dat een andere partij dan de Congrespartij de grootste van het land was. Modi werd op 26 mei 2014 beëdigd als minister-president van India. Onder zijn bewind is haat en geweld tegen moslims en christenen in het door hindoes gedomineerde India sterk toegenomen.
Op initiatief van Modi werd in 2015 te Parijs de International Solar Alliance (ISA) gelanceerd door Modi en de voormalige president van Frankrijk François Hollande. Deze alliantie van meer dan 120 tropische landen wil via exploitatie van zonne-energie tevens de afhankelijkheid van fossiele brandstoffen verminderen.
Modi knoopte na 2015 hartelijke betrekkingen aan met Elon Musk, met wie hij ook zakelijke afspraken maakte. Die leverden met name voor het Tesla-bedrijf voordelen op, terwijl de betrokken politicus een prominent podium kreeg via X (voorheen Twitter).

#### Tweede ambtstermijn (2019-2024)
Bij de Indiase parlementsverkiezingen van 2019 breidde Modi's partij haar absolute meerderheid met 21 zetels uit en werd zo opnieuw de grootste van India. Op 30 mei 2019 werd Modi beëdigd voor een tweede ambtstermijn als premier. In augustus 2019 trok hij de autonome status van Jammu en Kashmir in, de enige deelstaat met een moslimmeerderheid. Modi schrapte een grondwetsartikel waarin was vastgelegd dat hindoes er geen land of huizen mogen bezitten en dat veel overheidsbanen uitsluitend door moslims bekleed mogen worden. Bij de onafhankelijkheid van India in 1947, was autonomie voor Jammu en Kashmir een voorwaarde voor aansluiting bij India.
In december 2019 werd een nieuwe wet over burgerschap aangenomen. Deze wet maakt het eenvoudiger om de Indiaanse nationaliteit te verwerven voor immigranten uit buurlanden, met uitzonderling van moslims. Dit leidde tot felle protesten onder de 180 miljoen moslims in het land, de grootste minderheid. Na het aannemen van de wet besloot de regering de wet tijdelijk niet uit te voeren. De BJP had deze wet in 2016 reeds in stemming gebracht, maar kreeg onvoldoende stemmen in het Indiase hogerhuis.

#### Derde ambtstermijn (2024-2029)
In 2024 bleef zijn partij de grootste van het land, maar de verwachtte winst werd niet behaald. Zijn partij kreeg in 240 zetels, veel minder dan de 272 zetels nodig voor een absolute meerderheid, en ook minder dan de 303 zetels in 2019 en 282 zetels in 2014. Modi kon daarmee op 9 juni 2024 aan een derde ambtstermijn beginnen, maar voor een meerderheid moest een coalitie worden gevormd.

## Privé
Van Modi werd lange tijd gedacht dat hij ongetrouwd was. Pas tijdens de verkiezingscampagne in 2014 bleek dat hij al 45 jaar getrouwd was. Het ging om een gearrangeerd huwelijk. Kort na de bruiloft verliet Modi zijn vrouw, maar scheidde niet van haar.
- Bibsys: 1523345889619
- Bibliothèque nationale de France: cb17856964q (data)
- Catàleg d'autoritats de noms i títols de Catalunya: 981058614388606706
- CiNii: DA17504268
- Gemeinsame Normdatei: 138922926
- International Standard Name Identifier: 0000 0000 7887 7372
- KulturNav: 3ec0e0f4-81fe-487b-812f-9a70c37b40dc
- Library of Congress Control Number: no2002016337
- MusicBrainz: c70fe252-9f6a-4082-b447-22c66e52b571
- National Archives and Records Administration: 179022424
- National Central Library: 004550789
- Bibliotheek van het Japanse parlement: 001268203
- Nationale Bibliotheek van Tsjechië: jo20191049682
- Nationale bibliotheek van Australië: 61392339
- Nationale Bibliotheek van Israël: 987007573253405171
- Nationale Bibliotheek van Polen: a0000002849014
- Nationale en Universitaire bibliotheek Zagreb: 000740489
- Nederlandse Thesaurus van Auteursnamen: 393581837
- Russische Staatsbibliotheek: 000149304
- Système universitaire de documentation: 144692430
- Trove: 1822284
- Virtual International Authority File: 95532763
- WorldCat: E39PBJkxFBt8kfCCMqy33CR3Qq

Jawaharlal Nehru · Gulzari Lal Nanda · Lal Bahadur Shastri · Indira Gandhi · Morarji Desai · Chaudhary Charan Singh · Rajiv Gandhi · Vishwanath Pratap Singh · Chandra Shekhar · Narasimha Rao · Atal Bihari Vajpayee · Haradanahalli Dodde Deve Gowda · Inder Kumar Gujral · Manmohan Singh · Narendra Modi